# Antichloris scintillocollaris
Antichloris scintillocollaris är en fjärilsart som beskrevs av Rothschild 1912. Antichloris scintillocollaris ingår i släktet Antichloris och familjen björnspinnare. Inga underarter finns listade i Catalogue of Life.